# Zia Pueblo
Zia Pueblo (Östliches Keres: Tsi'ya, Spanisch: Pueblo de Zía) ist die Hauptsiedlung des Pueblo-Volks der Zia (Tsʾíiyʾamʾé) im Sandoval County im US-Bundesstaat New Mexico.
Sie hat 646 Einwohner auf einer Fläche von 70,8 km². Die Bevölkerungsdichte liegt somit bei 9,1 pro km². Die Stadt liegt ganz in der Zia-Reservation, etwa 60 Kilometer nördlich von der Stadt Albuquerque.